# 大地 (人造衛星)
大地（だいち），也稱為先進陸地觀測衛星（Advanced Land Observing Satellite），是一顆日本衛星，2006年1月24日於種子島宇宙中心發射升空。服役五年後，大地衛星失去動力並停止了與地球的通信，但仍在軌道上運行。

## 任務
大地衛星搭載三個感測器，用於亞洲和太平洋製圖和災害監測。日本宇宙航空研究開發機構（JAXA）最初希望能夠在2011年發射大地衛星的繼任者，但該計畫未能實現。
2008年，有消息指出大地衛星生成的影像過於模糊，無法用於繪製地圖。4,300張日本影像中，只有52張可以根據大地衛星的資料進行更新。隨後，日本宇宙航空研究開發機構宣布此問題已解決。
大地衛星被用來分析多處災難現場。2011年日本東北地方太平洋近海地震發生後，日本海岸遭到海嘯破壞的圖像是大地衛星的最後主要貢獻之一。
2011年5月12日，日本宇宙航空研究開發機構向大地衛星發出命令關閉電池，並宣佈計畫結束。

## 外部連結
- Paper on ALOS